# Município de Monroe (condado de Licking, Ohio)
O município de Monroe (em inglês: Monroe Township) é um município localizado no condado de Licking no estado estadounidense de Ohio. No ano de 2010 tinha uma população de 6.946 habitantes e uma densidade populacional de 99,66 pessoas por km².

## Geografia
O município de Monroe encontra-se localizado nas coordenadas 40° 09′ 47″ N, 82° 42′ 53″ O. Segundo o Departamento do Censo dos Estados Unidos, o município tem uma superfície total de 69.7 km², da qual 69,48 km² correspondem a terra firme e (0,31 %) 0,21 km² é água.

## Demografia
Segundo o censo de 2010, tinha 6.946 habitantes residindo no município de Monroe. A densidade populacional era de 99,66 hab./km². Dos 6.946 habitantes, o município de Monroe estava composto pelo 97,12 % brancos, o 0,69 % eram afroamericanos, o 0,36 % eram amerindios, o 0,49 % eram asiáticos, o 0,39 % eram de outras raças e o 0,95 % eram de uma mistura de raças. Do total da população o 1,4 % eram hispanos ou latinos de qualquer raça.